# Montans
Montans é uma comuna francesa na região administrativa da Occitânia, no departamento de Tarn. Estende-se por uma área de 32.43 km², e possui 1.472 habitantes, segundo o censo de 2018, com uma densidade de 45 hab/km².